# St. Peter und Paul (Tattenhausen)

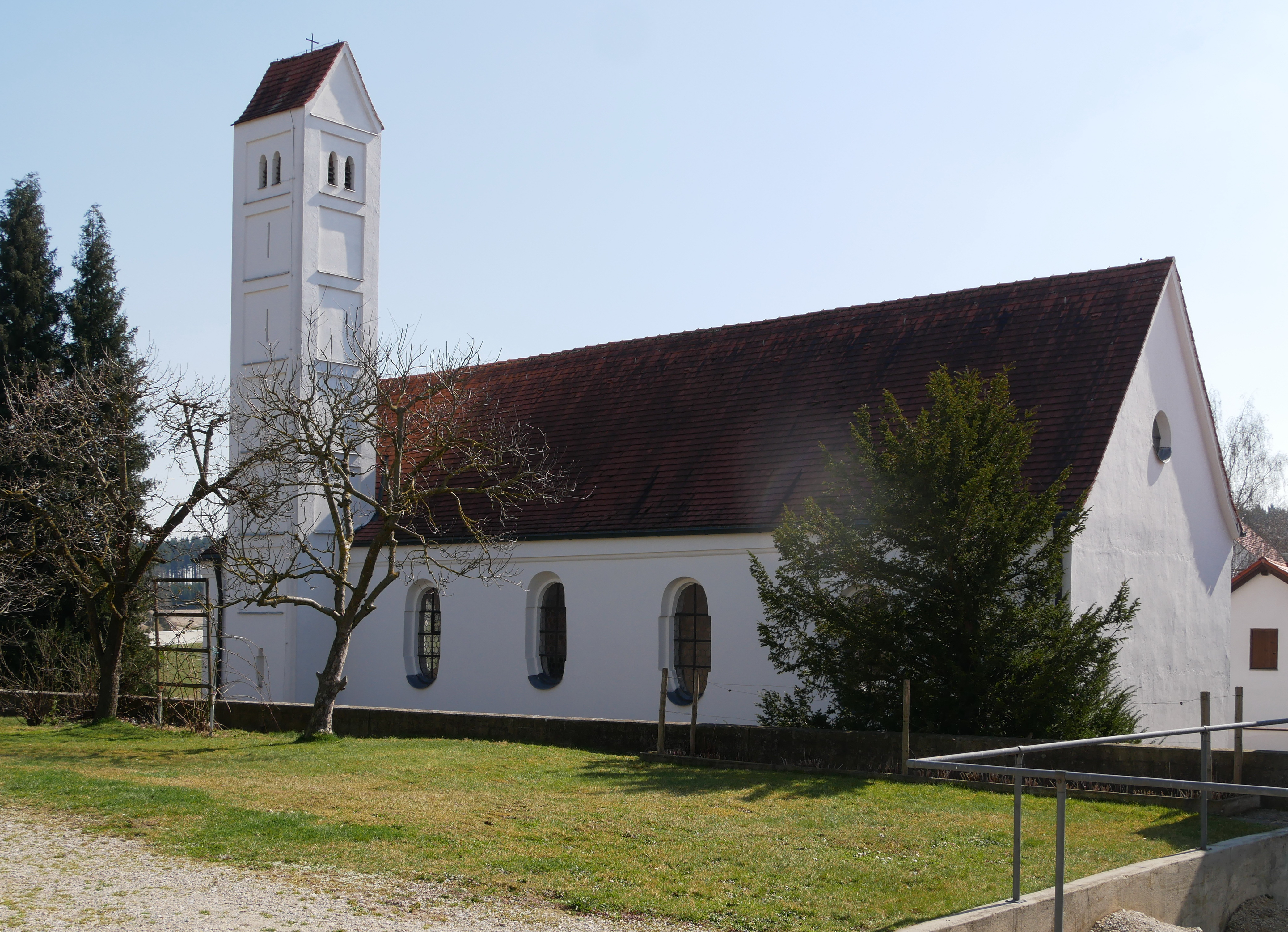
St. Peter und Paul in Tattenhausen

Die römisch-katholische Filialkirche St. Peter und Paul ist ein im Kern spätgotisches Baudenkmal in Tattenhausen, einem Ortsteil der Gemeinde Dasing im Landkreis Aichach-Friedberg.

## Geschichte
Die Kirche entstand um 1500, wurde jedoch 1767 und Ende des 18. Jahrhunderts stark verändert. Am 24. Juni 1795 wurde das Langhaus von dem Augsburger Weihbischof Johann Nepomuk von Ungelter geweiht. 1897 erfolgte eine Verlängerung des Gebäudes nach Westen. Der Turm wurde um 1957 renoviert. Das Gotteshaus war bis vor etwa 150 Jahren als Wallfahrtskirche unter dem Namen „Unsere liebe Frau im Elend“ bekannt.

## Baubeschreibung
St. Peter und Paul ist ein flachgedeckter Saalbau mit eingezogenem, niedrigem Chor unter einer Stichkappentonne. Der gotische, schlanke Satteldachturm mit Feldergliederung ist an der Nordseite teilweise in die Kirche eingefügt.

## Ausstattung
Die Fresken von 1767 sind von Sigismund Reis. Sie zeigen im Chor Szenen aus dem Leben Marias: Die unbefleckte Empfängnis, Mariä Verkündigung, Mariä Lichtmess und Mariä Aufnahme in den Himmel. Im Langhaus ist Maria als Fürbitterin vor Christus mit Kreuz dargestellt. Bei den Heiligen handelt es sich um Petrus und Paulus sowie die heilige Apollonia. Im unteren Bereich sind Pfarrer und Bauern in der Tracht des 18. Jahrhunderts zu sehen. Seitlich finden sich vier Kartuschen mit den Tugenden Gerechtigkeit, Glaube, Hoffnung und Liebe. Die klassizistischen Altäre und die Kanzel sind aus dem Ende des 18. Jahrhunderts. Im Hochaltar ist Maria mit Christuskind dargestellt, im Auszug  Gottvater mit Erdkugel, an den Seiten Figuren von Petrus und Paulus um 1500. Im linken Seitenaltar finden sich Figuren der Heiligen Leonhard, Johannes und Urban, im rechten Ulrich, Barbara und Martin. Die Figur der Muttergottes im Rosenkranz auf der Prozessionsstange ist eine Schnitzarbeit des weichen Stils um 1430. Die Figuren der Heiligen Barbara und Katharina stammen aus der Zeit um 1480/1490.